# 胡钛
胡钛（1964年4月—），湖南双峰人，汉族，中国共产党党员，中华人民共和国政治人物。现任佛山市人民代表大会常务委员会主任。

## 生平
1983年9月，湖南师范大学数学系数学专业毕业。毕业后参加中国人民解放军，担任特务连实习排长、武汉军区后勤部文化教导大队副连职教员、总后勤部基地指挥部教导大队正连职、副营职教员、总后勤部基地指挥部司令部管理处副营职干事、广东省军区司令部作训处副营职参谋、正营职参谋、副团职参谋、广东省军区司令部办公室副主任、广东省军区司令部作训处副处长，在1987年9月至1990年7月间在国防大学基本系战役学专业学习，2002年3月转业。2002年11月，任广东省人防办法规宣传处主任科员。2004年2月，任广东省人防办法规宣传处副处长。2006年4月，任广东省人防办法规宣传处处长。2008年3月，任广东省人防办指挥通信处处长。2009年9月，任广东省人防办党组成员、纪检组组长、监察专员。2011年1月，任广东省质监局党组成员，中共广东省纪委、广东省监察厅派驻广东省质监局纪检组组长、监察专员。2014年8月，任中共梅州市委常委、纪委书记。2016年12月，任中共江门市委常委、纪委书记。2017年4月，任中共江门市委副书记、政法委书记。2017年5月至6月间曾短暂兼任中共江门市委组织部部长、党校校长、市行政学院院长。2019年11月不再兼任政法委书记。2021年2月当选佛山市政协主席。2021年11月当选佛山市人大常委会主任。